# Weerbeïnvloeding
Weer(s)beïnvloeding of weerbeheersing is het doelbewust manipuleren of veranderen van het milieu met als doel het weer te veranderen.
In 1977 werd de Milieumodificatieconventie (ENMOD) getekend, die dergelijke beïnvloeding voor militaire of negatieve doeleinden verbiedt. Dit verdrag is echter anno 2007 door slechts 73 landen ondertekend, al hebben wel alle grootmachten het ondertekend.

## Methodes voor kleinschalige weerbeïnvloeding
Het is heden mogelijk op kleine schaal het weer te beïnvloeden. Enkele voorbeelden:
- In de fruitteelt en wijnbouw kan vorstschade worden voorkomen door het produceren van een sterke rookontwikkeling boven het betreffende gebied: hierdoor wordt de warmte-uitstraling van de aardbodem verminderd. Andere methodes om vorstschade te beperken zijn het inpakken van de gewassen of deze besproeien met water. Ook (eventueel aangelegde) grote wateroppervlakten zorgen voor bescherming tegen vorstschade.
- Door koolzuursneeuw, zilverjodide of een mix van natrium- en kaliumchloriden op wolken te strooien kan men regen maken. Rond de Olympische Zomerspelen 2008 in Peking was dit een optie om de weersomstandigheden te optimaliseren.[1]
- Een bliksemafleider, die schade door blikseminslag kan voorkomen, leidt de energie van de bliksem naar de grond.
- In de Verenigde Staten lopen diverse onderzoeken naar het temperen of voorkomen van tropische stormen, vooralsnog met weinig resultaat.
- In de Australië lopen diverse onderzoeken naar de bevordering van regen, dit om de droogte tegen te gaan
- In diverse gebieden, onder meer in België, Frankrijk, Oostenrijk, Zwitserland, Spanje en sinds enige tijd ook in Zeeland, wordt door fruittelers en wijnboeren een hagelkanon ingezet dat hagelbuien zou verdrijven.

## Weersbeïnvloeding als wapen
Tijdens de Vietnamoorlog heeft de VS weersbeïnvloeding als wapen gebruikt. Operatie Popeye had als doel de Vietnamese troepen te hinderen door het extra te laten regenen vooral tijdens moesson. Dit deed men door verschillende chemicaliën in tonnen uit vliegtuigen te droppen.

## Weerbeheersing in fantasy en sciencefiction
(Strip-) boeken :
- Frank Herbert - Duin-reeks
- Roger Zelazny - Amber-reeks
- X-Men (strip) (Storm)
- Naruto - Sasuke Uchiha (Kirin)
- One Piece - Nami (Cimatact), Monkey D Dragon

Film :
- Aliens
- Back to the Future Part II
- Superman III
- X-Men (film)

Televisie :
- Star Trek

Video Games:
- Anno 2205
- Command & Conquer: Red Alert 2 - Weather Control Device (Allies)
- The Flash (Clyde en Mark Mardon)
- Van Helsing